# Positrone
Il positrone, chiamato anche antielettrone o positone (meno usato), è l'antiparticella dell'elettrone. Come tale, è un leptone di prima generazione con carica elettrica +e, uguale e opposta a quella dell'elettrone, lo stesso spin 1/2 e la stessa massa.
Il positrone è stata la prima antiparticella osservata sperimentalmente; la sua esistenza era stata prevista da Paul Dirac.

## Storia
I positroni furono scoperti nei raggi cosmici da Carl Anderson nel 1932. Furono Patrick Blackett e Giuseppe Occhialini a completare la scoperta l'anno successivo, confermando la previsione teorica dell'esistenza di un'antiparticella dell'elettrone, formulata da Paul Dirac nel 1928 come conseguenza della propria equazione
I positroni sono usati anche in campo medico. La tomografia a emissione di positroni (PET) è una tecnica che permette di valutare la presenza di cellule tumorali somministrando al paziente sostanze metabolicamente attive marcate con radioisotopi soggetti a decadimento β+, che quindi emettono positroni.

## Annichilazione
Quando un positrone viene in contatto con un elettrone si ha un processo di annichilazione e la loro massa viene convertita in energia, nella maggior parte dei casi sotto forma di due fotoni ad altissima energia nella banda dei raggi gamma, secondo il seguente processo:
{\displaystyle e^{+}+e^{-}\longrightarrow 2\ {\mbox{fotoni}}\,\gamma }
Prima dell'annichilazione, il positrone e l'elettrone possono anche formare, in determinate condizioni, un atomo di tipo esotico, per sua natura instabile, chiamato positronio.

## Produzione di positroni
Un positrone può essere generato dal decadimento radioattivo β+ o dall'interazione con la materia di fotoni aventi energia superiore a 1,022 MeV; questo processo è chiamato produzione di coppia in quanto genera un positrone e un elettrone, in base alla conservazione della carica elettrica e del numero leptonico.